# Yamacraw (Carolina del Norte)
Yamacraw es un área no incorporada ubicada del condado de Pender en el estado estadounidense de Carolina del Norte.